# Riccardo Brugnara
Riccardo Brugnara (Mantova, 26 dicembre 1993) è un rugbista a 15 italiano, pilone del Petrarca.

## Biografia
Nel rugby fin dall'età scolastica, avviato alla disciplina alle elementari, Brugnara entrò nelle giovanili del Rugby Mantova arrivando fino alla squadra Under-20.
Durante un camp estivo diretto dall'allenatore australiano Bob Dwyer e dall'inglese Mike Pennistone, fu notato da quest'ultimo che lo segnalò al Leicester per  un test dopo il quale la squadra di Premiership decise di aggregare Brugnara alla propria scuola giovanile.
Divenuto professionista, il Leicester registrò Brugnara con un doppio contratto, come permettono i regolamenti federali inglesi, con un'altra squadra di categoria inferiore, il Doncaster, all'epoca militante in National League 1, la terza divisione nazionale; esordì in tale squadra nel 2013 e con essa vinse la promozione in Championship, la seconda divisione.
Il 13 settembre 2014 debuttò in Premiership con Leicester contro Exeter e rimase in rosa per tutta la stagione e parte di quella successiva, per poi tornare a disposizione di Doncaster; benché non titolare fisso, fu schierato dall'inizio in un'amichevole di preparazione dell'Argentina alla Coppa del Mondo di rugby 2015: i Pumas batterono un Leicester rimaneggiato per 55-34 ma Brugnara ebbe l'occasione di realizzare una meta agli argentini.

Nella stagione 2022-23 ha guidato come allenatore degli avanti, la squadra Femminile del Calvisano. 
Il 2 Aprile 2023 conquistando il titolo e la promozione in Eccellenza femminile battendo Volvera Rugby ASD 19-17 nella finale di Seria A.